# Напівлихий
«Напівлихий» (англ. Half Bad) — підлітковий роман у жанрі фентезі англійської письменниці  Саллі Ґрін,  перша частина трилогіЇ «Напівкодовий».
24 березня 2015 року світ побачила друга книга серії — «Напівдикий», а в березні 2016 вийшла завершальна частина трилогії — «Напівзагублений».
Права на екранізацію книги викупила кінокомпанія «Двадцяте сторіччя фокс».

## Сюжет
Події «Напівлихого» відбуваються у сьогочасній Європі, де чаклуни і люди співіснують. Є два види чарівників: Чорні та Білі. Протагоніст — Натан — є покручем, у ньому тече біла і чорна кров. Його мати померла, а батько — наймогутніший та найжорстокіший Чорний чаклун у світі. Натан зазнає катувань та ув'язнення у клітці, проте він має втекти до того, як йому виповниться 17 років, адже саме тоді він отримає від свого батька три дари та магічні вміння, або Дар. У противному разі, він помре страшною смертю.
Книга розповідає про намагання Натана знайти свою роль в цьому світі, про ненависть оточуючих, його дорослішання і світогляд. Йому допомагає ціла низка персонажів, у тому числі й Чорний чаклун Габріель, який тимчасово втратив свої сили.

## Персонажі
- Натан Берн — головний герой відьмоліток. Має шкіру оливкового кольору, а також чорне волосся та очі. Син Білої відьми та Чорного чаклуна, а відтак покруч. Наділений вмінням швидкого самозцілення.
- Джессіка — Натанова старша сестра по матері. Ненавидить свого брата. Згодом стає Ловцем ( «Ловці — це елітний загін Білого відьмацтва, Рада залучає їх для переслідування британських Чорних магів»).
- Арран — Натанів брат по матері. Перебуває з братом у теплих стосунках.
- Дебора — Натанова сестра по матері. Як і Арран, приязно ставиться до брата.
- Маркус — Натанів батько. Найлиховісніший Чорний чаклун, який будь-коли існував. Його оригінальний Дар — перевтілення на тварин. Вбивця багатьох відьом і чаклунів. Пожирав серця тільки тих жертв, які мали потрібний йому Дар (серед них і Дін — батько Джесікки, Аррана і Дебори).
- Кора Берн — Натанова мати. Біла відьма, яка наклала на себе руки. Її Дар — вміння зцілювати інших.
- Габріель — Чорний чаклун, який застряг у тілі фейна (звичайної людини). Допомагає Меркурії, Чорній відьмі, яка пообіцяла допомогти йому. Закохується у Натана.
- Анналіза — Біла відьма, старша за Натана на декілька місяців. Тікає з дому, коли її сім'я дізнається про її стосунки з Натаном — вони закохані один в одного.
- Кірен, Ніел та Коннор — Анналізині брати, які побили Натана за його стосунки з їхньою сестрою.
- Меркурія — могутня Чорна відьма. За винагороду допомагає чаклунам, які потрапили в халепу. Її Дар — вміння керувати погодою.
- Роза — Біла відьма, якій трохи більше двадцяти. Помічниця Меркурії. Дар — вміння ставати імлою та непомітно роздобувати щось.
- Селія —  нова вчителька та опікунка Натана. Тримає свого підопічного в клітці, а також навчає його бойовому мистецтву та змушує виконувати рутинну роботу.
- Клей — жорстокий і пихатий ватажок Ловців.
- Містер Волленд — Білий чаклун, який проводив досліди над Натаном та кодифікував його за допомогою татуювань.
- Соул О'Браєн — член ради, дядько Анналізи.